# قيصرياني
قيصرياني، أيضاً كايسرياني (باليونانية: Καισαριανή)، (بالإنجليزية:Kaisariani) مدينة يونانية، وضاحية ضمن أثينا الكبرى من الشرق.

## الموقع والسكان
تقع البلدية ضمن جبل هيميتوس إلى الجنوب من زوغرافو، وتبعد 7 كيلومترات عن مركز أثينا، يبلغ عدد سكانها 26 ألف نسمة.

## متفرقات
•	كانت المنطقة قديماً عبارة عن مزارع خضار وغابات صنوبر على سفح جبل هيميتوس.
•	تم تأسيس البلدية عام 1934 بعد بدء المد العمراني لأثينا.
•	من أهم معالم الموجودة ضمن نطاق البلدية دير قيصرياني.